# Pojusjtjije Gitary
Pojusjtjije Gitary var det första kända rockbandet i Sovjetunionen. Pojusjtjije Gitary betyder de sjungande gitarrerna. Bandet spelade mest på 1960-talet.